# Alphons Stübel
Moritz Alphons Stübel (Lipsia, 26 luglio 1835 – Dresda, 10 novembre 1904) è stato un geologo, entomologo e vulcanologo tedesco.

## Biografia
Studiò chimica e mineralogia presso l'Università di Lipsia. Con il geologo Wilhelm Reiss (1838-1908), condusse ricerche geologiche e vulcanologiche nelle Ande (Colombia ed Ecuador) dal 1868 al 1874. Successivamente i due geologi proseguirono le loro ricerche in Perù e Brasile, tuttavia Reiss ritornò in Germania nel 1876 e Stübel continuò i suoi viaggi in tutto il continente (Uruguay, Argentina, Cile e Bolivia), tornando in Germania nell'agosto del 1877.
In Sud America effettuò misurazioni astronomiche e effettuò ricerche meteorologiche, etnografiche e archeologiche. Il materiale scientifico raccolto in Sud America fu successivamente conservato presso il Museum di cultura comparativa di Lipsia. Inoltre, Stübel scattò numerose fotografie e creò schizzi dei luoghi che visitò. Molte delle farfalle raccolte da Stübel erano nuove specie. Furono descritti dagli entomologi tedeschi Gustav Weymer e Peter Maassen.

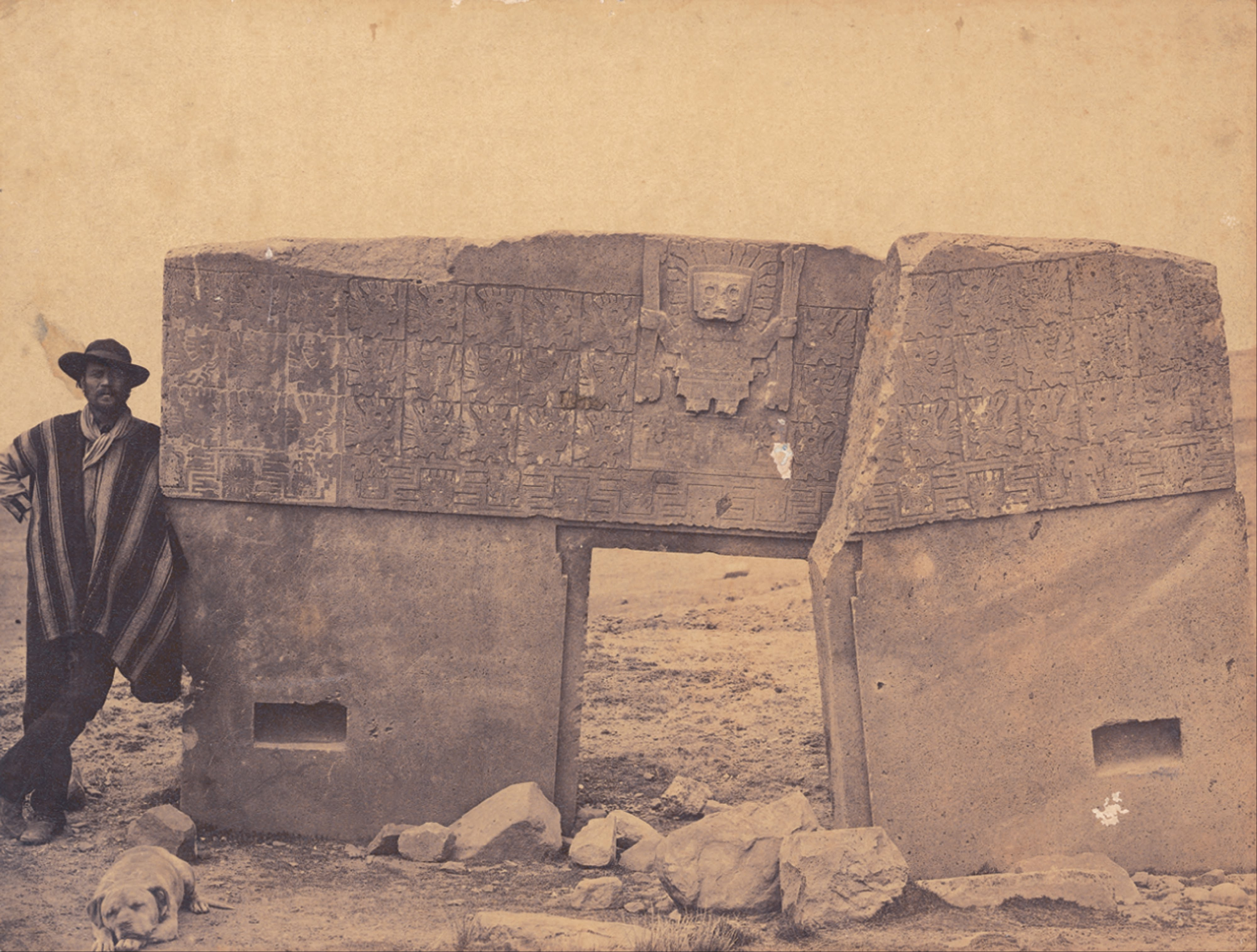
Stübel al Portale del Sole, Tiahuanaco (1877).

Stübel diede un contributo meno noto allo studio del Medio Oriente. Negli anni 1858, 1882 e 1890 viaggiò principalmente in Siria, Libano, Palestina ed Egitto. Raccolse circa 600 fotografie di grandi dimensioni in questi viaggi e in altre occasioni. Questa collezione arrivò tramite il nipote Bruno Stübel all'Università di Jena. La collezione costituisce il nucleo della "Collezione Alphons-Stübel di prime fotografie del Medio Oriente 1850-1890".

## Opere principali
- Geschichte und Beschreibung der vulkanischen Ausbrüche bei Santorin von der ältesten Zeit bis auf die Gegenwart, Bassermann, Heidelberg 1868
- Skizzen aus Ecuador, Asher & Co., Berlin 1886
- Die Ruinenstätte von Tiahuanaco im Hochlande des alten Perú - con Friedrich Max Uhle; Hiersemann, Leipzig 1892
- Die Vulkanberge von Ecuador, Asher & Co., Berlin 1897
- Karte der Vulkanberge Anatisana, Chacana, Sincholagua, Quinlindaña, Cotopaxi, Rumiñahui und Pasocha, Leipzig 1903
- Martinique und St. Vincent, Leipzig 1903
- Rückblick auf die Ausbruchsperiode des Mont Pelé auf Martinique 1902 bis 1903 vom theoretischen Gesichtspunkte, Leipzig 1904.